# John Browning (giocatore di football americano)
John Edward Browning (Miami, 30 settembre 1973) è un ex giocatore di football americano statunitense che ha militato nel ruolo di defensive tackle nella National Football League.

## Carriera
Browning fu scelto nel corso del terzo giro del Draft NFL 1996 dai Kansas City Chiefs. Con la squadra giocò in ogni ruolo della linea difensiva. Nella sua prima stagione disputò 13 partite, 2 delle quali come titolare, mettendo a segno 2 sack. La sua migliore annata fu quella del 2002 in cui fece registrare 39 tackle e un record personale di 7 sack. Rimase con i Chiefs fino al 2006, anno in cui non disputò però alcuna gara. Nel 2007 firmò con i Denver Broncos per sostituire il partente Gerard Warren e l'infortunato Ebenezer Ekuban. Fu però svincolato prima dell'inizio della stagione, chiudendo la carriera.